# Пышнов, Лев Николаевич
Лев Николаевич Пышнов (англ. Leff Pouishnoff; 29 сентября (11 октября) 1891, Житомир — 28 мая 1959, Лондон) — российско-британский пианист родом из украинских евреев.
Утверждается, что игру юного Пышнова услышал в Киеве Фёдор Шаляпин, посоветовавший отправить молодого музыканта учиться в Санкт-Петербургскую консерваторию. Окончил (1910) класс фортепиано Анны Есиповой, изучал также композицию у Николая Римского-Корсакова, Александра Глазунова и Анатолия Лядова, дирижирование у Николая Черепнина. В 1909 году аккомпанировал на фортепиано первой, частной постановке балета Михаила Фокина «Карнавал». В 1910 году принял участие в Рубинштейновском конкурсе.
Аккомпанировал в серии концертов Леопольду Ауэру. Затем обосновался в Тифлисе, где в 1913 году вместе с Адольфом Швейгером открыл частную музыкальную школу. Вместе со Швейгером организовывал тифлисские гастроли Готфрида Гальстона (1914), Сергея Рахманинова (1915) и Яши Хейфеца (1916), при выступлении Хейфеца дирижировал оркестром. С началом Первой мировой войны выступал с благотворительными концертами для солдат и раненых. В 1919 году совершил гастрольную поездку по Персии.
В 1920 году после непродолжительной остановки в Париже перебрался в Лондон, где и провёл всю оставшуюся жизнь, дебютировав в феврале-марте 1921 года циклом из пяти концертов в Уигмор-холле, с программой от Баха до Рахманинова и Скрябина. Успешная концертная карьера Пышнова продолжалась вплоть до 1950-х гг., он пользовался особым признанием как исполнитель Фридерика Шопена, однако продолжал выступать и как пропагандист творчества Рахманинова, впервые исполнив в Лондоне его Четвёртый концерт. В 1930-е гг. гастролировал также в США и Австралии. На протяжении 1920—1950-х гг. осуществил ряд записей, среди которых первая полная запись сонаты Франца Шуберта (соль мажор, D. 894) в 1928 году.